# 살라 압데슬람
살라 압데슬람(프랑스어: Salah Abdeslam, 1989년 9월 15일 ~ )은 벨기에 태생의 프랑스의 범죄자로 모로코계이다. 2015년 11월 파리 테러의 주동자 중 한명으로, 테러로 사용된 폭탄 제조를 한 것으로 알려져 있다. 테러 후 압데슬람은 "공공의 적"으로 선포되어 "근대 유럽에서 가장 잡고 싶은 테러범"으로 지정되었다.
2016년 3월 18일, 신트얀스몰렌베이크의 한 아파트에서 생포되었다.
압데슬람의 변호인 세드릭 모이세는 2016년 3월 31일, "그가 프랑스 당국과 협력하기를 원한다"고 말했다. AFP통신에 따르면 압데슬람은 지난주 벨기에 브뤼셀에서 발생한 공항과 지하철역 연쇄 테러와 관련해서는 전혀 언급하지 않고 있다고 말했다. 압데슬람의 또 다른 변호인인 스벤 마리는 그가 브뤼셀 테러에 대한 사전 정보를 갖고 있지 않다고 말했다고 설명했다.